# Peñaflor (Sevilla)
Peñaflor es un municipio español de la provincia de Sevilla, Andalucía, situada en la margen derecha del río Guadalquivir, en la zona más oriental de la provincia, y entre las primeras estribaciones de Sierra Morena. Además de con Lora del Río, limita con la Puebla de los Infantes en la provincia de Sevilla y con Palma del Río de la provincia de Córdoba. Forma parte de la comarca de la Vega Alta del Guadalquivir.

## Datos básicos
Su población es de 3670 habitantes (INE 2024). Con una extensión superficial es de 85 km², tiene una densidad de 44,28 hab/km². Se encuentra situada a una altitud de 52 m, a 74 km de la capital de provincia, Sevilla y a 18 de Lora del Río, cabecera del partido judicial.

## Contexto geográfico
Peñaflor pertenece a la comarca de la Vega Alta y está situado en las estribaciones de Sierra Morena, al este de la provincia de Sevilla en el límite con la de Córdoba y sobre la margen derecha del Guadalquivir.

## Historia
Formó parte del Reino de Córdoba hasta la invasión francesa de 1810 donde pasa a depender del Corregimiento de Lora asociado a Sevilla. Tras la ocupación se revierte el cambio hasta 1833 donde la división provincial de Javier de Burgos asigna al municipio a Sevilla definitivamente.

## Demografía
Cuenta con una población de 3670 habitantes (INE 2024).
| Gráfica de evolución demográfica de Peñaflor entre 1842 y 2021                                                        |
| |
| Población de derecho según los censos de población del INE. Población de hecho según los censos de población del INE. |

## Economía
La actividad principal es la agricultura, sobre todo el cultivo de regadío de cítricos, seguido por el trigo y el olivar.

### Evolución de la deuda viva municipal
| Gráfica de evolución de Deuda viva del Ayuntamiento de Peñaflor entre 2008 y 2021                                |
| |
| Deuda viva del Ayuntamiento de Peñaflor en miles de Euros según datos del Ministerio de Hacienda y Ad. Públicas. |

## Fiestas y celebraciones

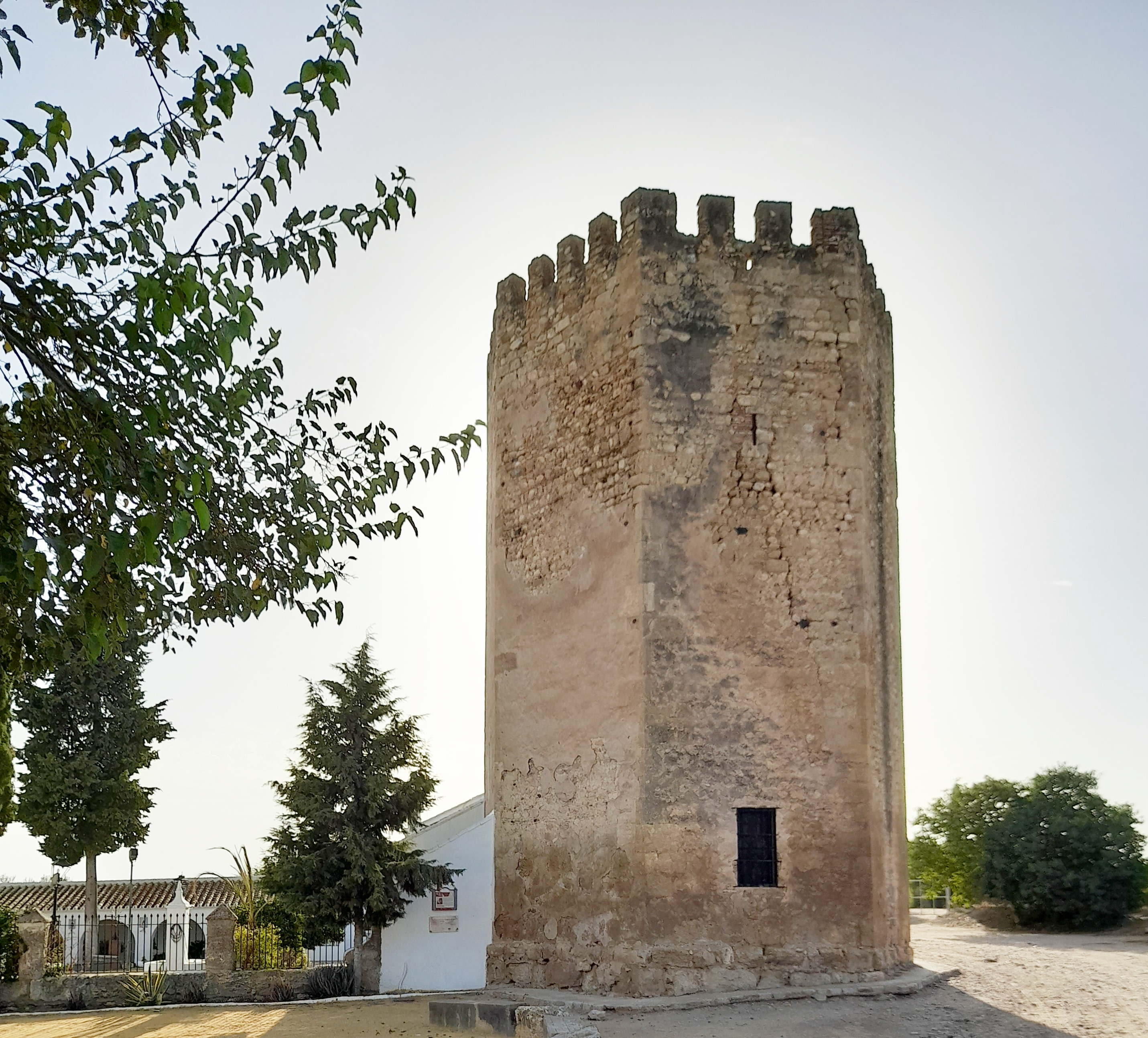
Ermita de Nuestra Señora de Villadiego.

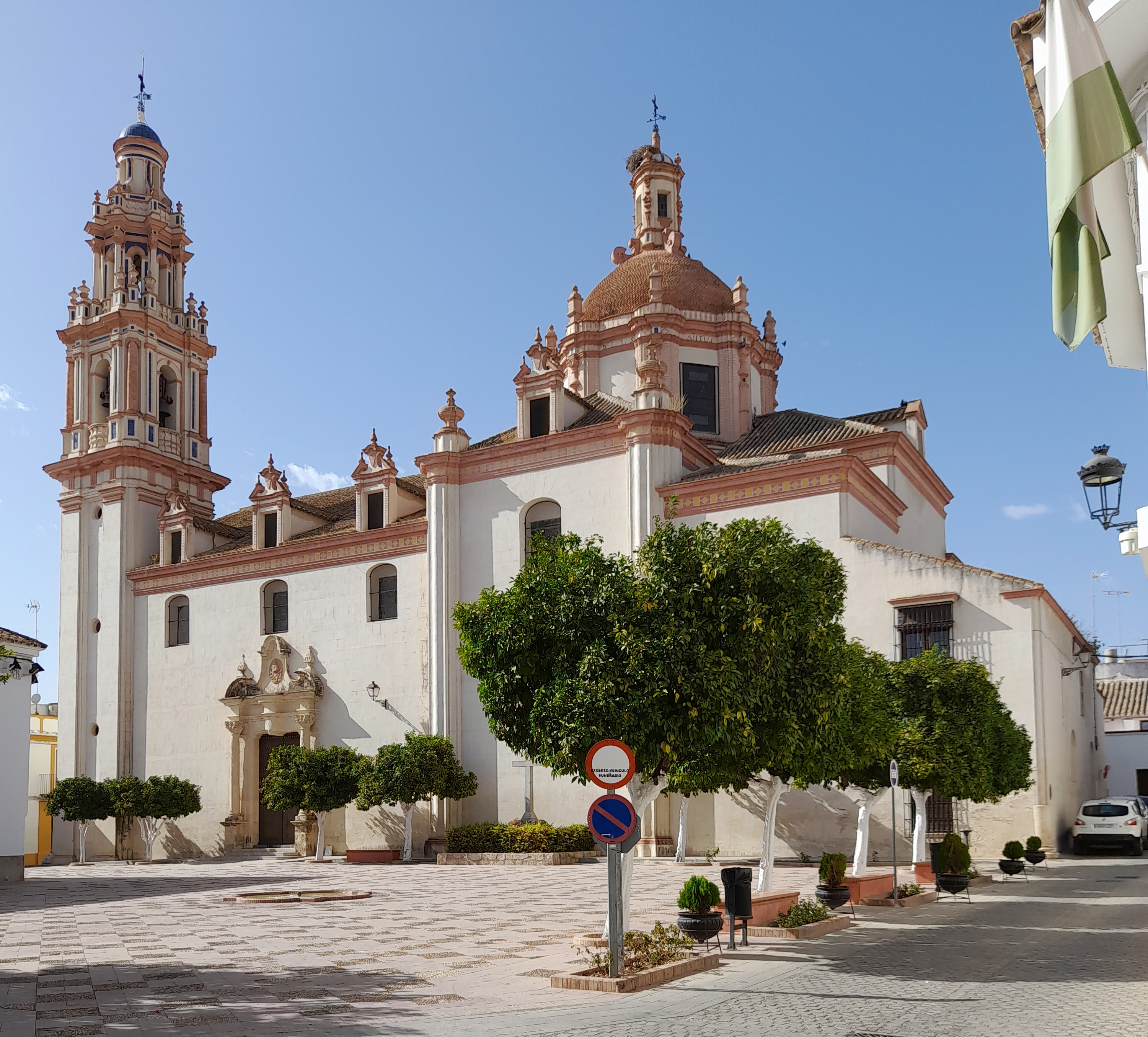
Iglesia de San Pedro Apóstol.

En Peñaflor las fiestas especialmente importantes a lo largo del año son la Romería y la Feria en honor de Ntra. Sra. de Villadiego, que de forma consecutiva se celebran desde el 14 hasta el 17 de agosto.
- Día de la Candelaria: Primer sábado de febrero, las calles de Peñaflor se llenan de hogueras de leña, alrededor de las cuales los vecinos se reúnen agrupados por barrios y acogiendo cordialmente a sus visitantes. En la celebración son tradicionales los churros con chocolate y las llamadas sopaipas, que están elaboradas con harina de trigo. Estas, junto a la comida que cada familia aporta, mantienen despiertos a todos hasta altas horas de la madrugada.
- Carnavales: Los vecinos de Peñaflor mayores y pequeños, a finales de febrero o principio de marzo, salen a sus calles disfrazados.
- Semana Santa: Actos procesionales de la Hermandad de la Borriquita el Sábado de Pasión y el Domingo de Ramos representación viviente de la entrada triunfal en Jerusalén y de la Hermandad de Ntro. Padre Jesús Nazareno el Jueves y Viernes Santo.
- Feria de Vegas de Almenara: En torno al 15 de mayo festividad de San Isidro Labrador.
- Corpus Christi. Se celebra entre finales de mayo y principio de junio, en el que procesiona los Santos Mártires. Son conocidos santos originarios de Peñaflor San Críspulo y San Restituto, martirizados por los musulmanes y cuya leyenda dio nombre al municipio (la flor que cada día brotaba donde cayó la sangre de los decapitados).
- Romería: El día 14 de agosto todos los peñaflorenses y sus visitantes se dirigen a la ermita de Villadiego para recoger a su patrona y entre caballos, carrozas y fuegos artificiales es llevada hasta la iglesia parroquial, donde permanecerá hasta el primer domingo de octubre en que será trasladada de nuevo y hasta el año siguiente a su ermita.
- Feria: El mismo 14 de agosto con la llegada de la Virgen se inician las fiestas hasta el 17 del mismo mes. Con un recinto ferial de moderna construcción, las casetas son ataviadas con lonas y adornos de flores de papel y farolillos, dándose cita amigos y conocidos para beber, comer y bailar a ritmo de sevillanas.
- Virgen de la Encarnación: El día 8 del mes de septiembre se celebra la procesión de la Virgen de la Encarnación. Con su tradicional verbena.
- Día de Todos los Santos: El día 1 de noviembre todo el pueblo de Peñaflor se desplaza a la finca de Almenara para disfrutar de un día de campo en confraternidad y en compañía de los amigos.

### Hermandades de Semana Santa
- Ver: Hermandades de Semana Santa en Peñaflor

## Patrimonio

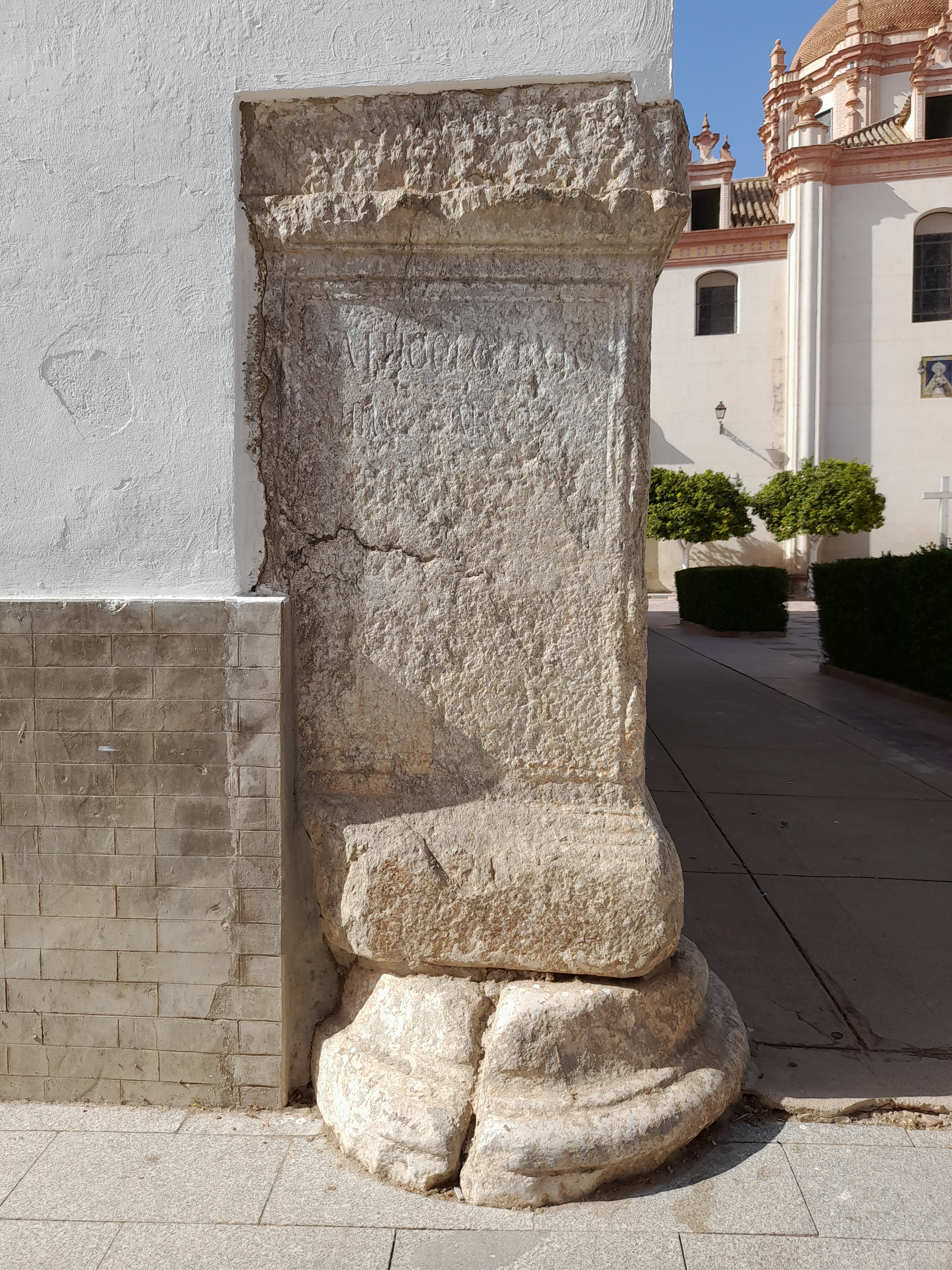
Cipo y basa de columna en la esquina de la Casa de la Cultura.

- Zona Arqueológica de Celti: comprende los yacimientos de La Viña, Pared Blanca y Calvario, además de otras zonas del pueblo.

Las excavaciones realizadas en La Viña desde 1989 revelaron la existencia de la parte sur de una gran edificio público que se construyó a principios del siglo I d. C. Este edificio ha sido identificado como el posible foro de la Celti romana. Hacia los finales del siglo I y los principios del siglo II d. C. el foro perdió su funcionalidad original y se construyó encima de la antigua plaza del foro una casa grande de tipo privado. Resulta sumamente interesante, pues, que hacia los principios del siglo II d. C., las necesidades de Celti fueron tales que se desamortizó el centro político/comercial de la ciudad. Quizás lo desplazaron hacia otro sitio dentro de la ciudad por razones que se desconocen. Según los datos que disponemos parece que abandonaron la casa en un momento impreciso durante el siglo IV d. C. Coincidiendo con el comienzo del abandono de la mayor parte del sitio.
Los restos arqueológicos de época romana son numerosos y repartidos por todo el pueblo y su término. Muchos de estos restos se encuentran en el Museo Arqueológico de Sevilla, otros en el de Córdoba. En cuanto a los repartidos por el pueblo, hay muchos elementos arquitectónicos en el atrio de la ermita de Nuestra Señora de Villadiego, al igual que inscripciones en las paredes exteriores e interiores de la misma. En una de las esquinas de la Casa de la Cultura se encuentra un cipo y una basa. Basa y columnas en los cuatro ángulos exteriores de la iglesia parroquial. Fustes de columnas en varias casas privadas también. Pero destaca, en el cruce de la calle Blancaflor con la calle Nueva, un gran capitel de orden corintio.
Fue declarada BIC (Bien de Interés Cultural) en 1994.

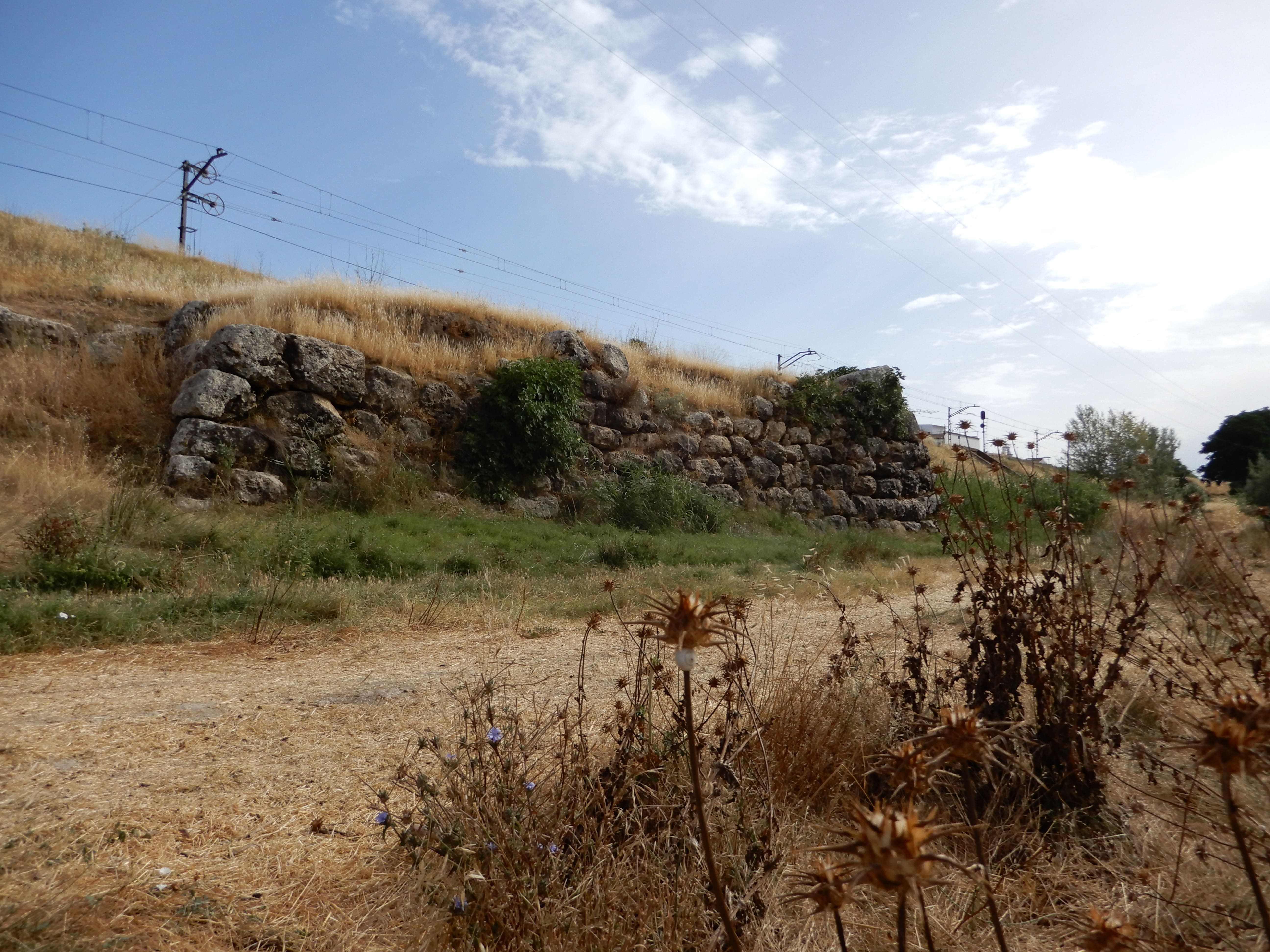
Construcción ciclópea "El Higuerón"

- El Higuerón: Se trata de un bastión ciclópeo ubicada en la orilla derecha del Guadalquivir, a pocos metros del río.

Forma parte del yacimiento arqueológico de Celti. No está claro su origen, pero se cree que su función sería defender Celti de posibles crecidas del río o de los peligros que pudieran llegar por él.

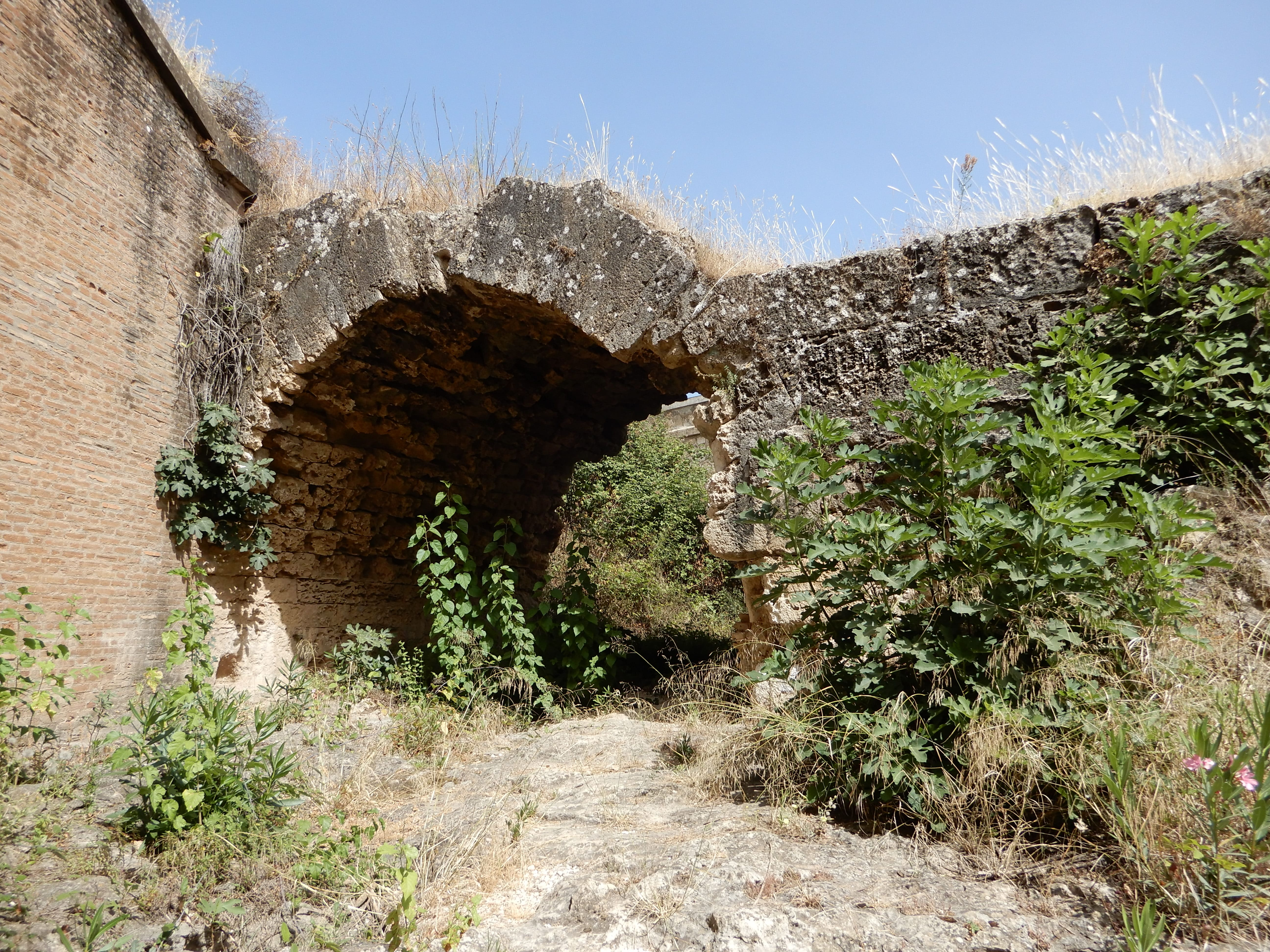
Restos puente romano Retortillo

- Puente romano del Retortillo: restos de un puente romano de la antigua vía Corduba-Hispalis.[5]

Ahora se encuentran ocultos por la presencia de otros dos puentes más modernos: el de la línea férrea Córdoba-Sevilla, construido en ladrillo sobre 1857 y el actual de la carretera comarcal A-431 en 1917, pero se puede acceder a él por una pasarela al final del Sendero de Sirga y Retortillo, que empieza en la estación del pueblo.

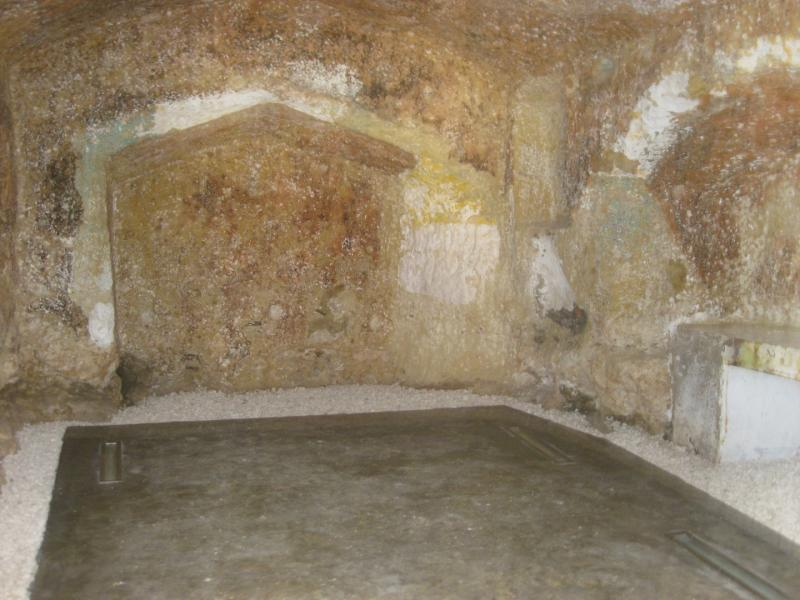
Casa cueva, antigua tumba romana

- Conjunto arqueológico casas-cueva: La necrópolis oriental de la ciudad de Celti, con hipogeos, tumbas excavadas en la roca de tipo columbario, fueron reutilizadas una vez terminada la época romana para usos más utilitarios.

Fueron cocinas, lugares donde criar animales de granja... E incluso ahora siguen siendo en algunas casas habitaciones de desahogo o trasteros. En esta cueva en concreto, visitable, aún podemos ver la cocina en esta cueva, y ahora está la piedra desnuda, salvo algunas partes donde se ha dejado la cal y la pintura de la que estaban cubiertas cuando eran una parte más de las casas, al igual que las hornanicas y arcosolios de la antigua tumba romana.

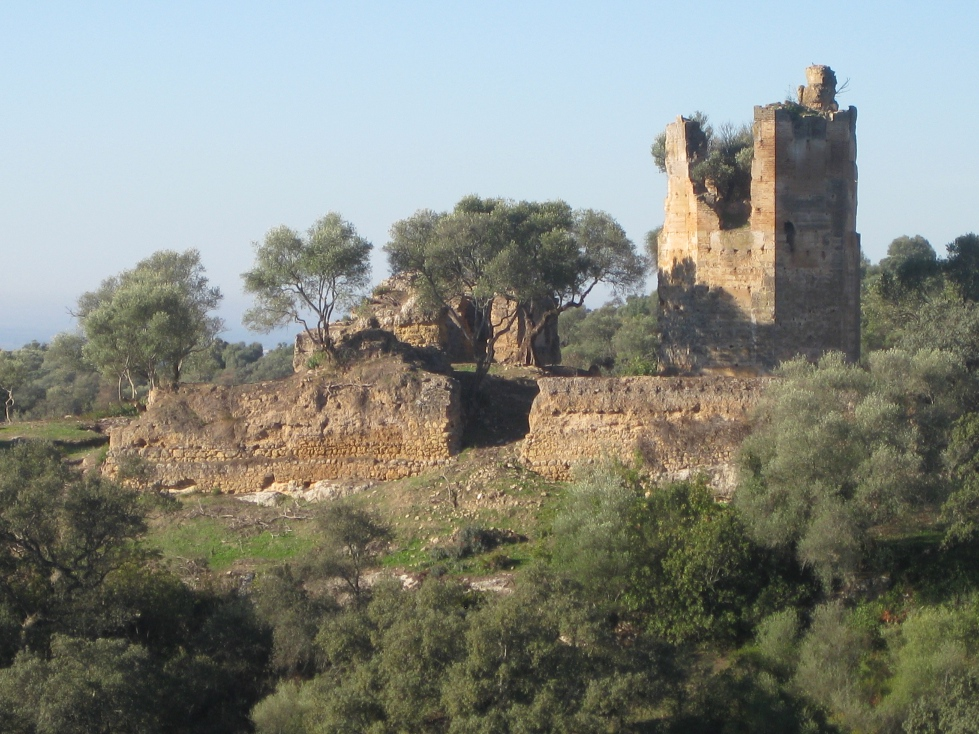
Castillo de Almenara

- Castillo de Almenara. Construcción defensiva de época musulmana, concretamente, almohade, fechada en el siglo XII.

Está ubicado en la Dehesa de Almenara, a la que se accede con permiso previo del Ayuntamiento, en el km 7 de la carretera SE-140, de Peñaflor a Puebla de los Infantes. 
Las primeras referencias que se conocen que lo mencionan son de las crónicas árabes, que relatan las incursiones o razzias de tropas cristianas en el siglo XII en la comarca de la Baja Andalucía. Alfonso VIII en 1182, penetró en algarada en tierras de Córdoba y Sevilla; por lo que los castillos de Setefilla y Almenara (Almenar) pasaron por un tiempo a manos castellanas, aunque poco después éstos volverían de nuevo a estar en poder de los almohades. A partir de 1240, se produjo la incorporación definitiva de Setefilla, Lora y Almenara por capitulación al reino de Castilla, así como otros de menor importancia dependientes de este último, como el de Peñaflor (Pennaflor), del que solo se conservan algunos muros en el casco antiguo del pueblo, y el del Toledillo o Malapiel. 
En la actualidad, el castillo de Almenara se encuentra en un lamentable estado de deterioro y abandono, siendo los vestigios conservados de época cristiana en su mayor parte. 
- Castillo del Toledillo/Malapiel: construcción defensiva de época musulmana.

R. Fernández González lo sitúa en el emirato Omeya, y continuaría ampliándose en época califal, siendo reconstruida en los siglos XI y XII ante la presión de los cristianos. 
El castillo está a cinco kilómetros y medio del pueblo, al Noreste, en otra parte de la Dehesa de Almenara. Se alza encima de una pequeña meseta y desde él se divisa tanto el valle del Guadalquivir, como el río Retortillo, que es foso y protección natural del castillo.
- Dehesa de Almenara.
- Ermita y torreón medieval de Nuestra Señora de Villadiego: La Torre-atalaya está fechada en la segunda mitad del siglo XIII, ya que tras la conquista del valle medio del Guadalquivir por las huestes de Fernando III (1241), formó parte del sistema defensivo y de vigilancia creado por la Orden Militar de San Juan del Hospital de Jerusalén (posteriormente, Orden de Malta) en la bailía de Lora y Setefilla, cuyo territorio en esa época podríamos denominar de frontera.

El torreón es una construcción mudéjar. En 1319, durante la minoría de edad del rey Alfonso XI, tuvo lugar en este torreón la reunión de la Hermandad General de Andalucía, institución en la que estaban representados los concejos de Jaén, Córdoba y Sevilla. 
La ermita, igualmente mudéjar, es una obra posterior y está adosada al flanco oeste del torreón. Tiene planta basilical de tres naves y presbiterio cuadrado, cubierto éste con una bóveda de paños octogonal sobre trompas de ladrillo cuyo frente lo forma un arco de herradura apuntado. Está consagrada a la Virgen de Villadiego, patrona de Peñaflor.
En el patio de entrada y en el interior de la ermita se guarda una colección de piezas arqueológicas e inscripciones romanas aparecidas en el término municipal de Peñaflor.

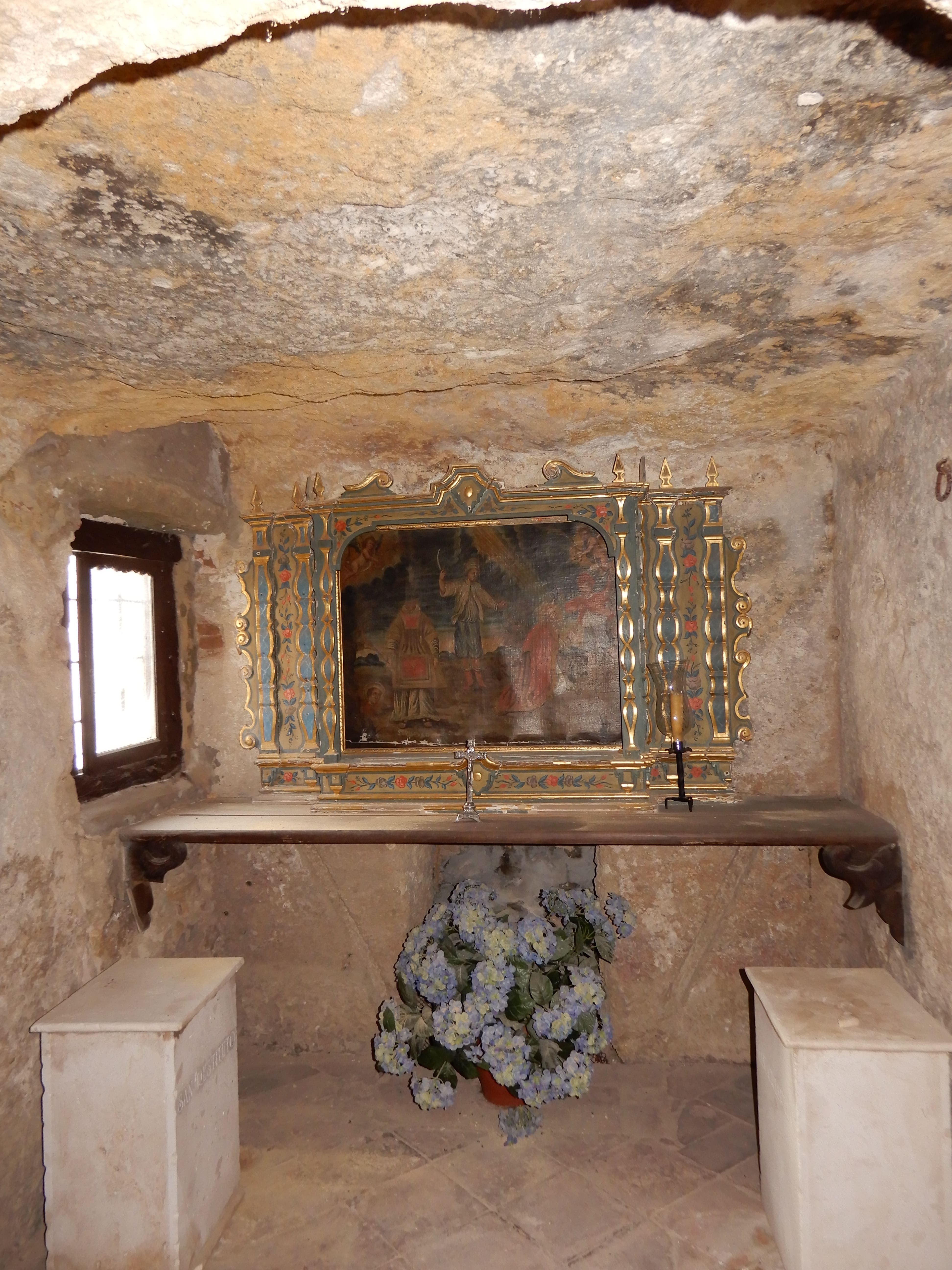
Interior de la ermita Santos Mártires

- Ermita de los Santos Mártires (Santos Críspulo y Restituto): Esta pequeña ermita, que adquiere su forma definitiva en el siglo XVIII, presenta planta rectangular dividida en dos estancias cuadradas.

La primera, dispuesta a modo de atrio, de entrada, es sencilla. La segunda, que hace la función de capilla, es en realidad una antigua tumba romana excavada en la roca natural y está presidida por un retablo pictórico que representa el martirio de los santos titulares, ya que la leyenda sitúa aquí del martirio de los santos Críspulo y Restituto, a mediados del siglo IX, a manos de los sarracenos. Fueron declarados patronos de Peñaflor en el siglo XVII.
- Iglesia de San Pedro: edificio declarado Bien de Interés Cultural (BIC). Corresponde al estilo barroco en su momento de transición al neoclasicismo.

La iglesia fue construida a partir de 1780 sobre una iglesia anterior de estilo mudéjar, que insistieron en derribar como consecuencia del deterioro que había sufrido en las décadas precedentes y por necesidad de más espacio para la feligresía. Su construcción finalizó en 1801. 
La primera fase la realizó el arquitecto Antonio de Figueroa, actuando como maestro de obras Antonio Caballero, alarife ecijano que labró las portadas norte y sur. La segunda fase comenzó después de la paralización que sufrió la obra en 1788 debido a un fallo en la estructura de la cúpula. Se inició de nuevo en 1794 bajo la dirección del Maestro Mayor de la diócesis de Sevilla: José Echamorro, que la finalizó y levantó la torre. 
En el interior, destacan un Crucificado del siglo XVI, situado a los pies de la nave de la Epístola; el retablo mayor neoclásico y el decorativo retablo de la capilla Sacramental, tallado y dorado en la plenitud del barroco, decorado con columnas salomónicas y con óleos sobre tabla cuya iconografía se refiere a los Misterios del Rosario. Es también una obra notable el órgano de la parte alta del coro, que se montó en la iglesia en 1801. Todos estos elementos muebles están igualmente catalogados como BIC. 
- Casa Palacio.

Edificio barroco construido en la segunda mitad del siglo XVIII. Se trata de un modelo de casa-palacio típico, con un patio central y crujías alrededor. Destaca la fachada de la calle Largo. Esta casa posee importante valor histórico y constituye un elemento emblemático de la arquitectura civil de Peñaflor. Desde los años cuarenta hasta los setenta del pasado siglo fue utilizada como casa-cuartel de la Guardia Civil.
- Casa Rectoral.

Casa parroquial o casa del cura, donde residía y reside el cura párroco de Peñaflor. Construida en la segunda mitad del siglo XVIII es contemporánea de la iglesia de San Pedro Apóstol. Es una casa-patio que responde al esquema sevillano de esta tipología arquitectónica.

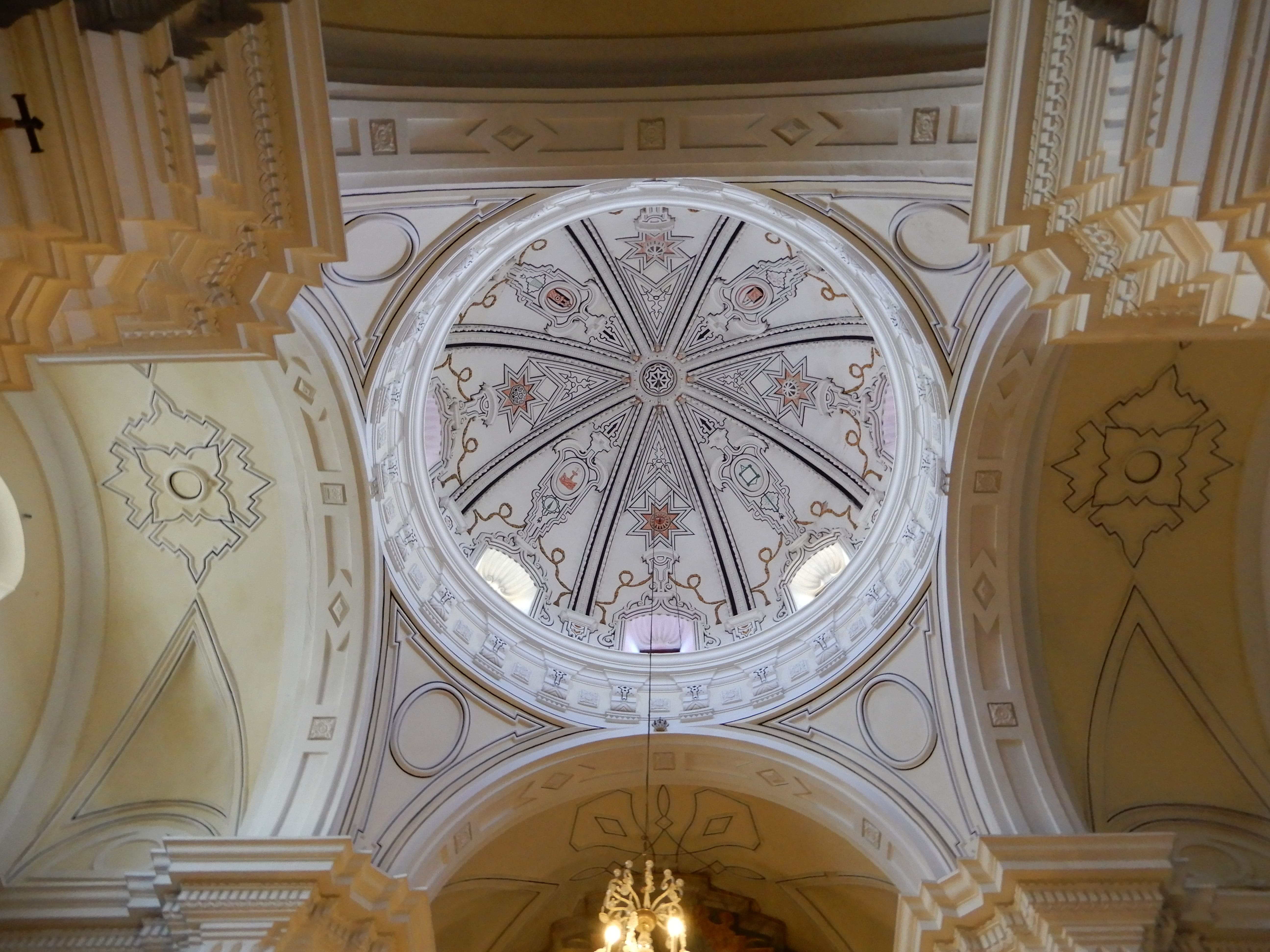
Cúpula del crucero Convento San Luis del Monte

- Convento de San Luis del Monte. Edificio de estilo barroco construido a mediados del siglo XVIII.

En realidad, este convento tiene un precedente: un convento anterior fue fundado en la sierra en 1492 cuando el hijo de Luis Portocarrero y Francisca Manrique, señores de Palma (y que también tenían los señoríos de Hornachuelos, Peñaflor, Posadas y Santaella), se contagió de un brote de peste del que fue salvado por el padre franciscano Fray Juan de la Puebla. En agradecimiento, Luis Portocarrero fundó el convento, bajo la advocación de San Luis de Tolosa, en las estribaciones de Sierra Morena y cerca del río Retortillo, a 6 km de Peñaflor, donde todavía se conservan una fuente y algunas ruinas. 
Pero finalmente, el convento de la Orden Franciscana que podemos ver hoy en Peñaflor, se trasladó en el siglo XVIII a los terrenos de la antigua ermita de Nuestro Padre Jesús. El traslado se decide en 1731 y las obras comienzan en 1750 durando hasta 1766 fecha en que se acaba el retablo. Resulta, entonces, un edificio de estilo barroco de gran belleza interior. Desde su fundación acoge las imágenes de la Hermandad de Nuestro Padre Jesús.
- Casa de la Cultura (Antiguas Casas Consistoriales)

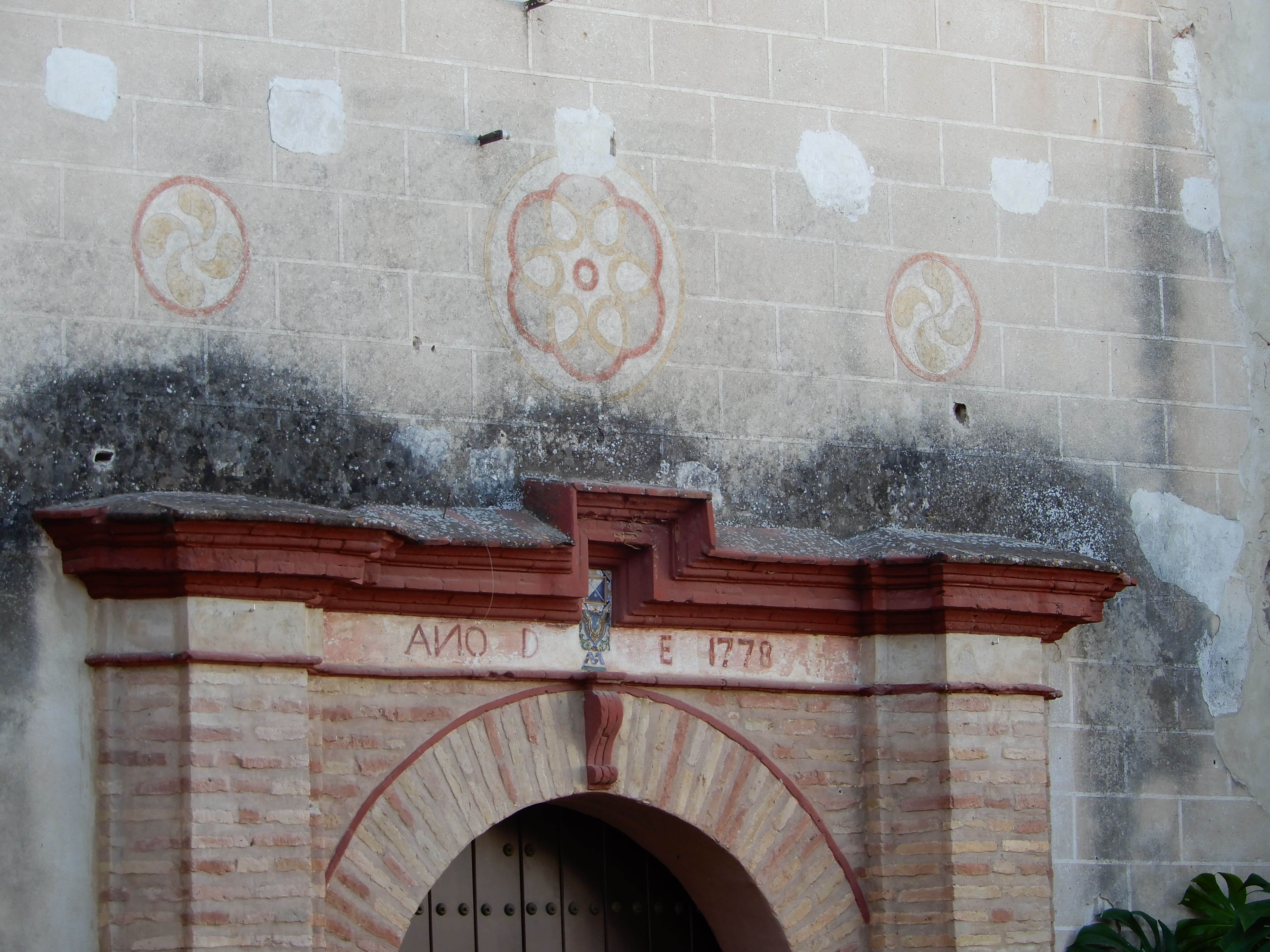
Detalle esgrafiados en la ermita de la Encarnación Peñaflor

- Ermita de Nuestra Señora de la Encarnación: Está emplazada sobre el yacimiento arqueológico de Celti. Aunque el edificio pudiera responder a otros preexistentes, el templo actual es del siglo XVIII.

El templo se presenta con planta rectangular de una sola nave cubierta con armadura de madera. El presbiterio tiene cúpula barroca decorada con yeserías, fechada en 1766. Su retablo barroco alberga la imagen titular de la ermita, la Virgen de la Encarnación. La portada lateral, también barroca, es de 1778. 
Tras su restauración a principios del presente siglo, el edificio aloja parte del Archivo Municipal de Peñaflor y acoge actos culturales, además de ser la sede de la Hermandad de la Virgen de la Encarnación.
- Fábrica de Harinas y tejidos: Antigua fábrica de harina y tejidos de yute, fundada en 1870 y en funcionamiento hasta 1963.

Fue fundada en 1870 por los hermanos Eugenio y Felipe González de la Peña, a raíz de la llegada del ferrocarril a Peñaflor. Ambos fueron un gran avance en la industrialización de Peñaflor, sumado a la industria minera. 
La empresa fue cambiando de dueños y, el edificio primitivo construido en piedra, se incendió en 1924, reconstruyéndose en 1926. En 1963 cierra definitivamente y entra en un progresivo estado abandono (incluso vuelve a arder en 1980) que ha ocasionado el aspecto que presenta hoy. En su siglo de historia estuvo siempre movida por energía hidráulica producida por el Guadalquivir, a través de la aceña con unas turbinas eléctricas que no solo daban electricidad a la fábrica, sino que también al pueblo e incluso a otros lugares cercanos.
En las últimas décadas, ha sido protagonista en rodajes de cortometrajes como "La Patrulla Perdida" de Guillermo Rojas, o "El Nudo de Escher" de Francisco Gutiérrez Sarazá (ganador del I certamen de cortometrajes del Programa Arte y Creación Joven 2003), entre otros proyectos como videoclips.

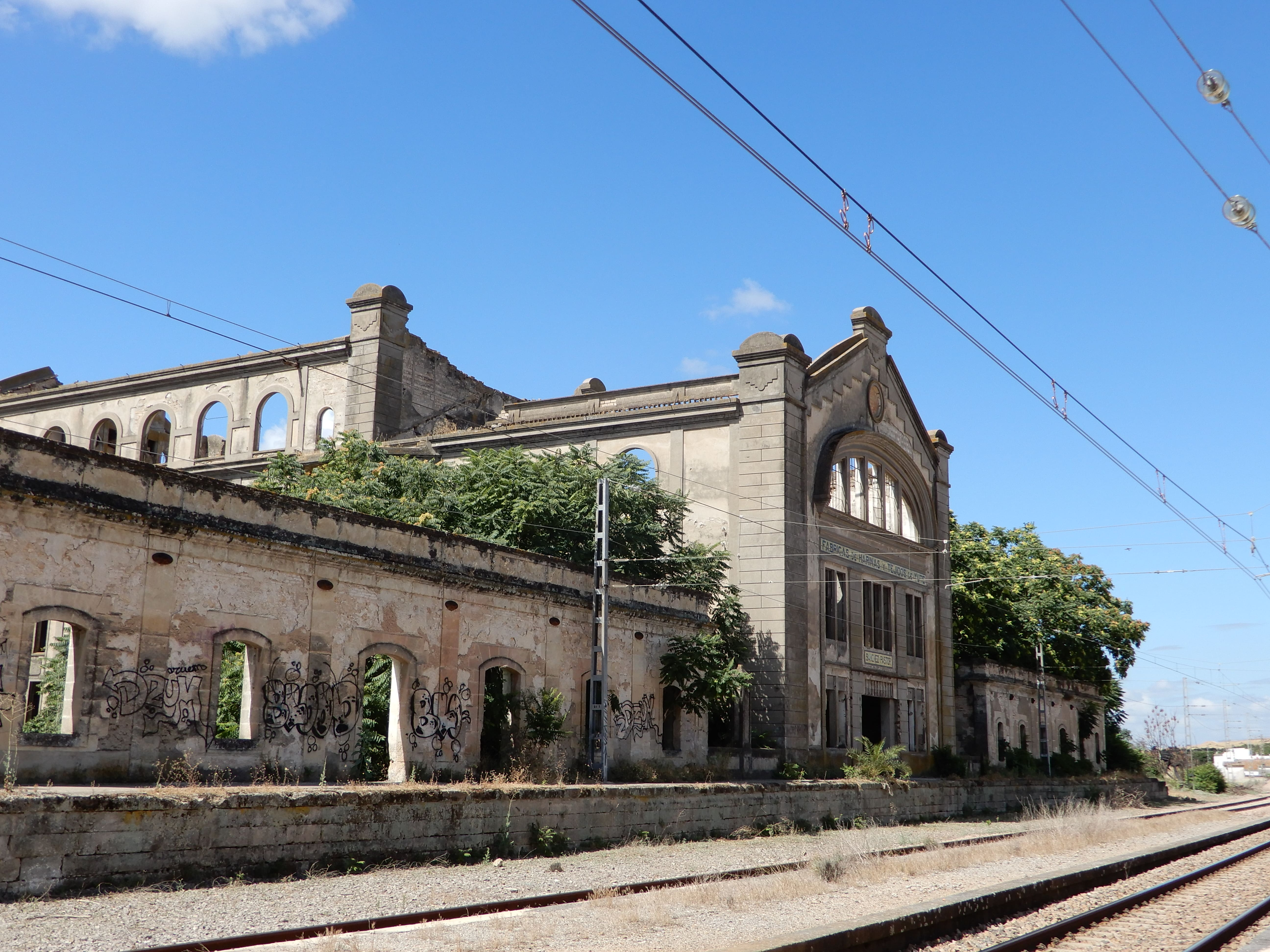
Fábrica de Harinas y tejidos

- Iglesia de San Isidro Labrador de Vegas de Almenara: edificio racionalista fechado en 1963. Contiene obras de Antonio Hernández Carpe (mural cerámico del sagrario, vidrieras en el coro alto, placas cerámicas del viacrucis), y del taller Arte Granda (Inmaculada, Crucificado -obra de Luis Marco Pérez-, relieve de Bautismo - obra de Teresa Eguibar-...),[8] buenos representantes del arte moderno durante la dictadura franquista.
- Ruta al aire libre de aperos de labranza tradicionales: Colección organizada por el Grupo de Senderistas de Peñaflor (Taller de Estudio: Antonio Cabrera Sánchez y Carlos Jurado Carmona) e instalada por el Ayuntamiento de Peñaflor, en zonas ajardinadas el pueblo, que seguirá creciendo en el futuro, con la intención de honrar el gran papel que la actividad agrícola ha tenido en el pueblo.

## Centros educativos
- CEIP "Vega del Guadalquivir"
- IES Virgen de Villadiego